# Fürker Irlen
Fürker Irlen ist eine Ortslage im Stadtteil Merscheid der bergischen Großstadt Solingen.

## Lage und Beschreibung
Der Ort befindet sich auf dem Höhenrücken zwischen dem Lochbachtal im Norden und dem Viehbachtal im Süden, auf dem die Landesstraße 141, die Merscheider Straße, verläuft. Die ursprünglich zu dem Ort gehörenden Gebäude lagen an der heutigen Merscheider Straße südlich des Ortes Fürk zwischen den Einmündungen der heutigen Geibelstraße und der Straße Fürker Irlen. Der Ort ist jedoch in der geschlossenen Bebauung entlang der Merscheider Straße aufgegangen. Benachbarte Orte sind bzw. waren (von Nord nach West): Fürk, Schwarzenhäuschen, Bech, Merscheid, Weckshäuschen, Dahler Hammer, Merscheider Busch, Obenmankhaus, Anker sowie Poschheide.

## Etymologie
Die Ortsbezeichnung Fürker Irlen leitet sich von dem Wort Irlen ab, das Erlen bedeutet. Erlen säumten in diesem Gebiet einst einen kleinen Zufluss zum Viehbach. Der Namenszusatz Fürker ist durch die Nähe zu der seit dem Mittelalter vorhandenen Hofschaft Fürk entstanden.

## Geschichte
In der Karte Topographia Ducatus Montani, Blatt Amt Solingen, von Erich Philipp Ploennies ist der Ort noch nicht verzeichnet. Er erscheint erst auf der Topographischen Aufnahme der Rheinlande von 1824 als Ihrlen. Die Preußische Uraufnahme von 1844 verzeichnet ihn als Fürker Irlen. In der Topographischen Karte des Regierungsbezirks Düsseldorf von 1871 ist der Ort hingegen nicht verzeichnet. Der Ort lag direkt an der Merscheider Bezirksstraße, die Ohligs über Merscheid mit Mangenberg und Solingen verband und die bis Ende des 19. Jahrhunderts nur sehr dünn besiedelt war.
Nach Gründung der Mairien und späteren Bürgermeistereien Anfang des 19. Jahrhunderts gehörte Fürker Irlen zur Bürgermeisterei Merscheid, die 1856 zur Stadt erhoben und im Jahre 1891 in Ohligs umbenannt wurde. 
1815/16 lebten elf Menschen im Wohnplatz. 1832 war der Ort weiterhin Teil der Honschaft Merscheid innerhalb der Bürgermeisterei Merscheid, dort lag er in der Flur VII. Mankhaus. Der nach der Statistik und Topographie des Regierungsbezirks Düsseldorf als Hofstadt kategorisierte Ort besaß zu dieser Zeit zwei Wohnhäuser und ein landwirtschaftliches Gebäude mit sechs Einwohnern, allesamt evangelischen Bekenntnisses. Die Gemeinde- und Gutbezirksstatistik der Rheinprovinz führt den Ort 1871 mit acht Wohnhäusern und 58 Einwohnern auf.
Bereits in der Preußischen Neuaufnahme von 1893 hatte der Ort seine solitäre Lage eingebüßt und war in der sich von Fürk und von Merscheid ausbreitenden Bebauung entlang der Merscheider Straße aufgegangen, die in diesem Abschnitt damals Poststraße hieß. Eine Ortsbezeichnung ist in der Karte nicht mehr verzeichnet. Allerdings erhielt Ende des 19. Jahrhunderts die kleine Verbindungsstraße zwischen der Poststraße und dem Merscheider Busch den Namen Füker Irlen. An dieser Straße entstand nach Ende des Ersten Weltkriegs auch das Schulgebäude Fürker Irlen.
Mit der Städtevereinigung zu Groß-Solingen im Jahre 1929 wurde Fürker Irlen ein Ortsteil Solingens. Die Irler Straße wurde aufgrund der Dopplung des Straßennamens nach der Städtevereinigung am 26. April 1935 in Fürker Irlen umbenannt. Außer dem Straßennamen ist die Ortslage hingegen nicht mehr im Stadtplan verzeichnet.